# 7,5-cm-KwK 37
Die 7,5-cm-KwK 37 und 7,5 cm K 51 waren Kampfwagenkanonen mit einer Kaliberlänge von L/24 (Spitzname: „Stummel“), die als Hauptbewaffnung/Turmkanone vornehmlich in frühen Ausführungen des Panzers IV, Sturmgeschützes III sowie in weiteren Sonderkraftfahrzeugen (Sd.Kfz.) im Zweiten Weltkrieg zum Einsatz gebracht wurden.
Die Waffe war zur unmittelbaren Unterstützung der Infanterie und Panzergrenadiere konzipiert, wofür das kurze Kanonenrohr und die verfügbaren Splitter/Spreng-Granaten ausreichend waren. Die Panzerkanone erwies sich jedoch auch effizient gegen Kampfpanzer zu Kriegsbeginn. Bereits Anfang 1942 kamen verbesserte Panzer IV und Sturmgeschütze III mit der kampfwertgesteigerten 7,5-cm-KwK 40 (Langrohr L/43 bzw. L/48) an die Front. Die ältere kurzrohrige L/24-Version wurde zur Kampfwertsteigerung unter anderem für den Panzer III und diverse Schützenpanzerwagen verwendet.

## Munitionsarten

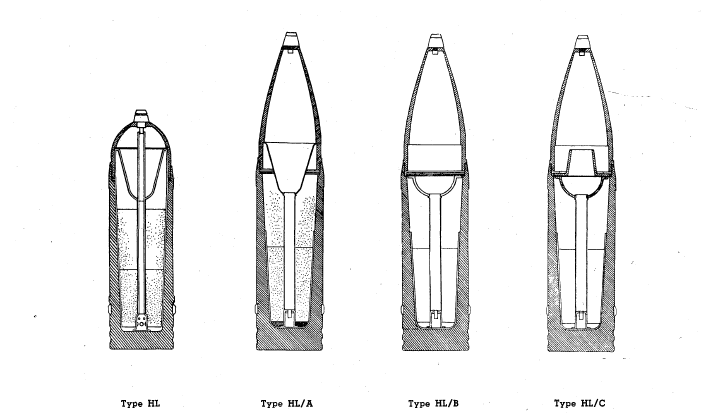
Gr. 38HL, Grundtyp, Typen A, B, C (v. l. n. r.)

Mit der 7,5-cm-KwK 37 konnten im Wesentlichen folgende Munitionstypen verschossen werden.
- PzGr. 39 – auch K.Gr.rot.Pz. Kanonengranate „rot“ (Leuchtspur) Panzer(brechend mit Schutzkappe)
- Kt.Kw.K. – Kartätsche Kampfwagenkanone
- Nbgr.Kw.K. – Nebelgranatpatrone Kampfwagenkanone
- Gr. 38HL/A bis C – Granate 1938 mit Hohlladung, Ausf. HL/A, HL/B und HL/C
- 7,5 cm Sprg. 34 – 7,5 cm-Sprenggranate 1934
- Granate und Kartusche waren fest verbunden, wobei die für alle 75-mm-Kampfwagenkanonen entwickelte Granatpatrone 75 × 243 mm R Kartusche verschossen werden konnte.

Mittlere Durchschlagskraft gegen homogene, gewalzte Panzerstahlplatten bei einem Auftreffwinkel von 30° zur Vertikalen des Panzerfahrzeugs.
| Munition   | Typ                         | Gewicht (Projektil) | Mündungs- geschwindigkeit ({\displaystyle v_{0}}) | Durchschlagskraft nach … | Durchschlagskraft nach … | Durchschlagskraft nach … | Durchschlagskraft nach … | Durchschlagskraft nach … |
| Munition   | Typ                         | Gewicht (Projektil) | Mündungs- geschwindigkeit ({\displaystyle v_{0}}) | 100 m                    | 500 m                    | 1000 m                   | 1500 m                   | 2000 m                   |
| ---------- | --------------------------- | ------------------- | ------------------------------------------------- | ------------------------ | ------------------------ | ------------------------ | ------------------------ | ------------------------ |
| PzGr. 39   | K.Gr.rot.Pz.                | 6,8 kg              | 385 m/s                                           | 41 mm                    | 39 mm                    | 35 mm                    | 33 mm                    | 30 mm                    |
| Gr. 38HL   | Granate 1938 mit Hohlladung | 4,5 kg              | 452 m/s                                           | 45 mm                    | 45 mm                    | 45 mm                    | 45 mm                    | –                        |
| Gr. 38HL/A | … Hohlladung Ausf. A        | 4,4 kg              | 450 m/s                                           | 70 mm                    | 70 mm                    | 70 mm                    | 70 mm                    | –                        |
| Gr. 38HL/B | … Hohlladung Ausf. B        | 4,57 kg             | 450 m/s                                           | 75 mm                    | 75 mm                    | 75 mm                    | 75 mm                    | –                        |
| Gr. 38HL/C | … Hohlladung Ausf. C        | 5,00 kg             | 450 m/s                                           | 100 mm                   | 100 mm                   | 100 mm                   | 100 mm                   | –                        |

## Trägerplattformen
- Neubaufahrzeug
- Panzerkampfwagen III (Sd.Kfz. 141/2) Ausf. N
- Panzerkampfwagen IV (Sd.Kfz. 161) Ausf. A bis F
- Sturmgeschütz III (Sd.Kfz. 142) Ausf. A bis E
- Schwerer Panzerspähwagen Sd.Kfz. 233, Sd.Kfz. 234/3
- Schützenpanzerwagen Sd.Kfz. 250/8
- Mittlerer gepanzerter Schützenpanzerwagen Sd.Kfz. 251/9
- überschwerer Panzer VIII Maus (KwK 44 mit verlängertem L/36 Rohr als Sekundärbewaffnung zur Selbstverteidigung)

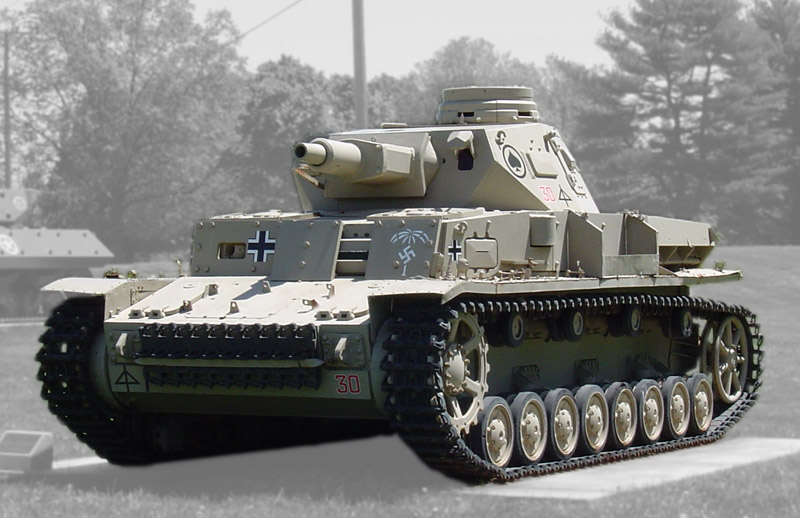
Panzer IV (Ausf. D) mit 7,5-cm-KwK 37
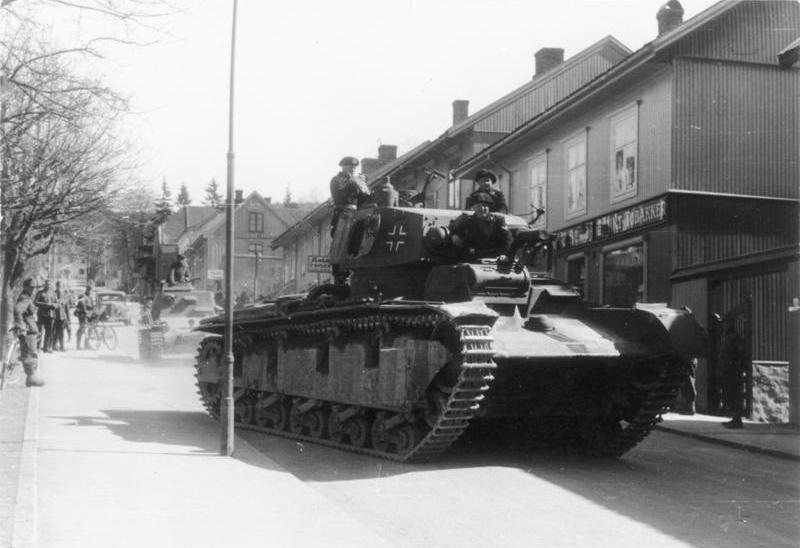
Neubaufahrzeug
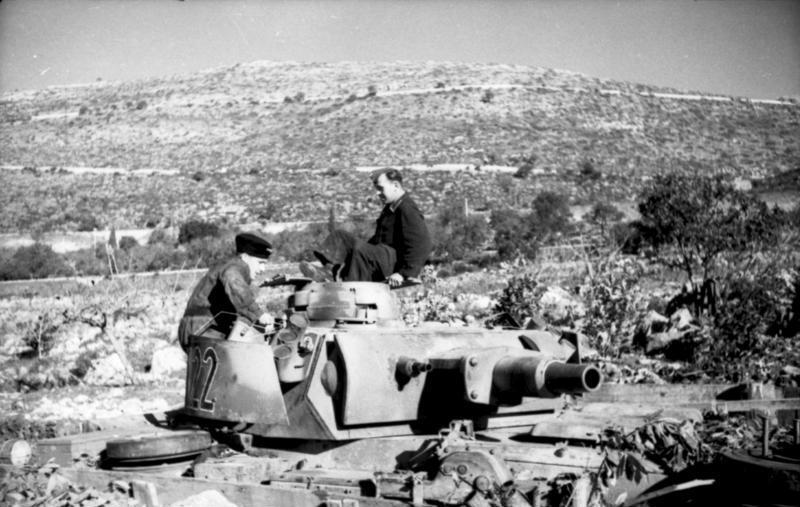
Panzer III Ausf. N
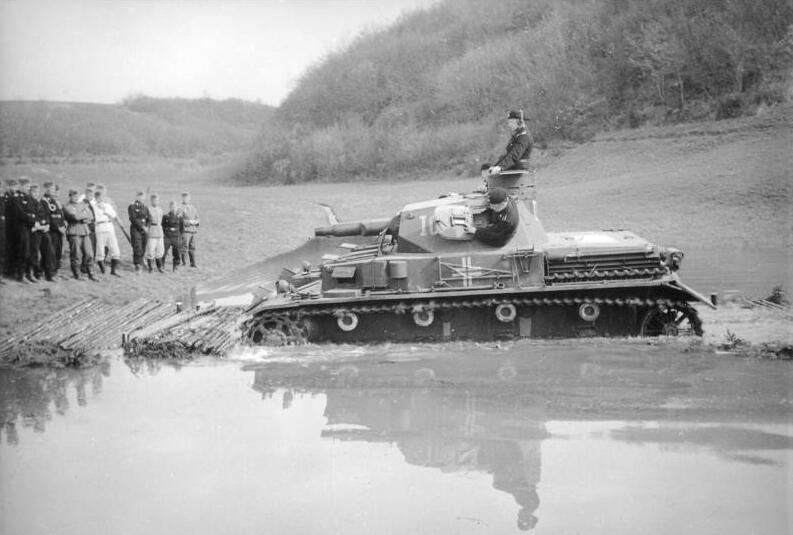
Panzer IV Ausf. A
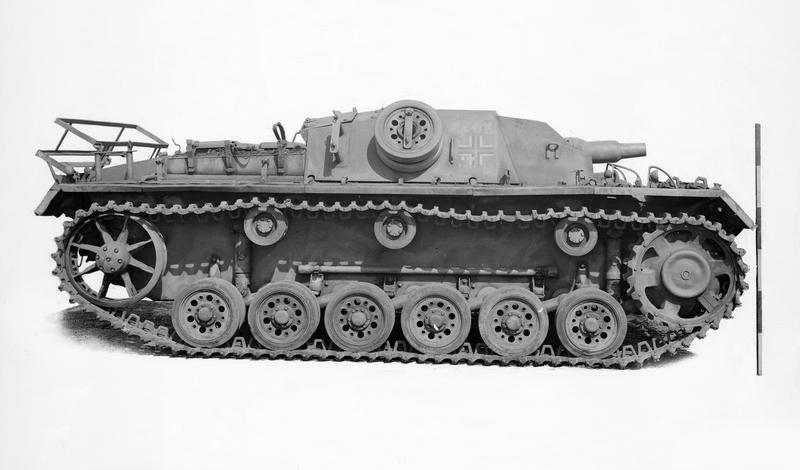
Sturmgeschütz III
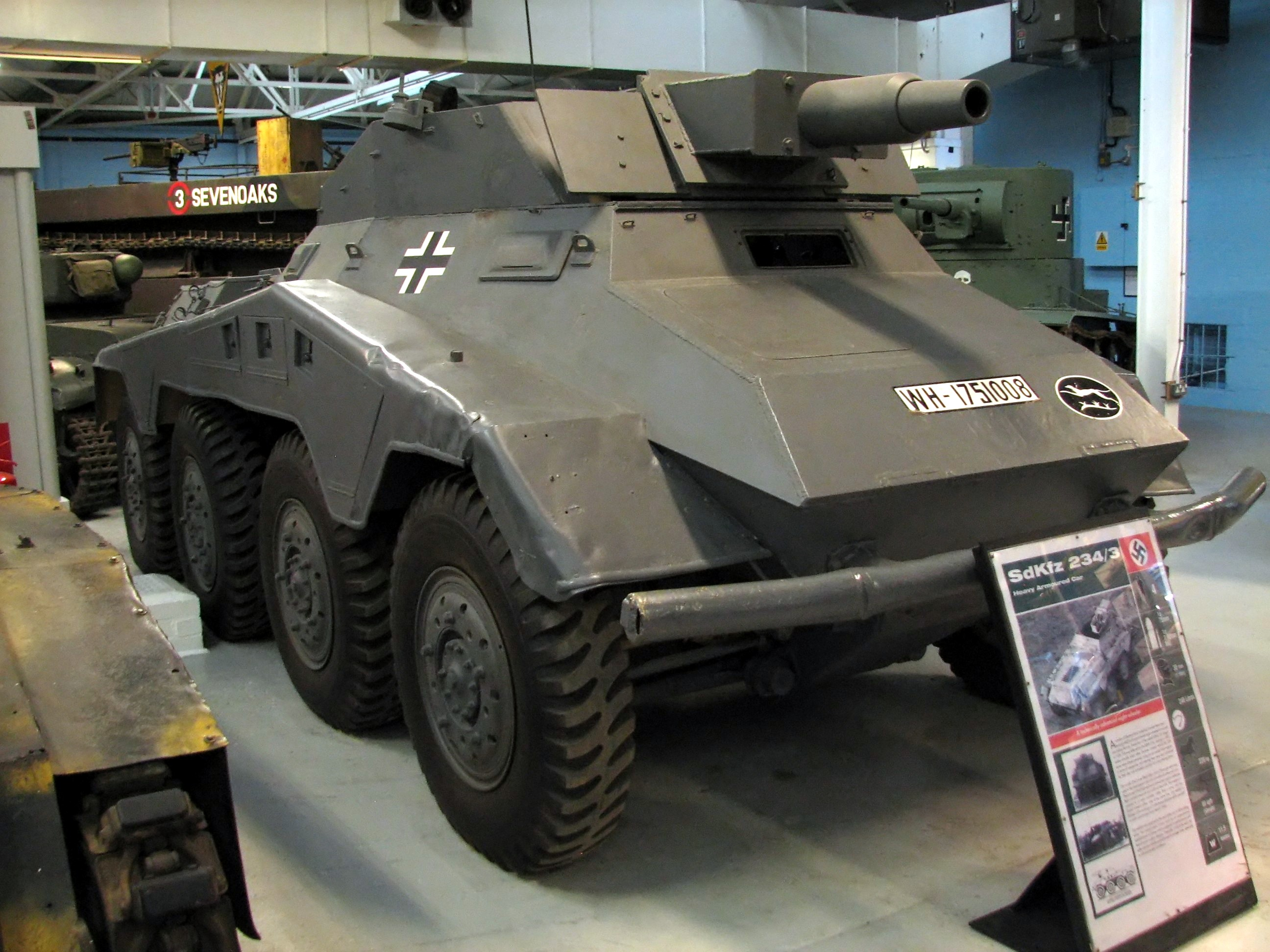
Sd.Kfz. 234/3
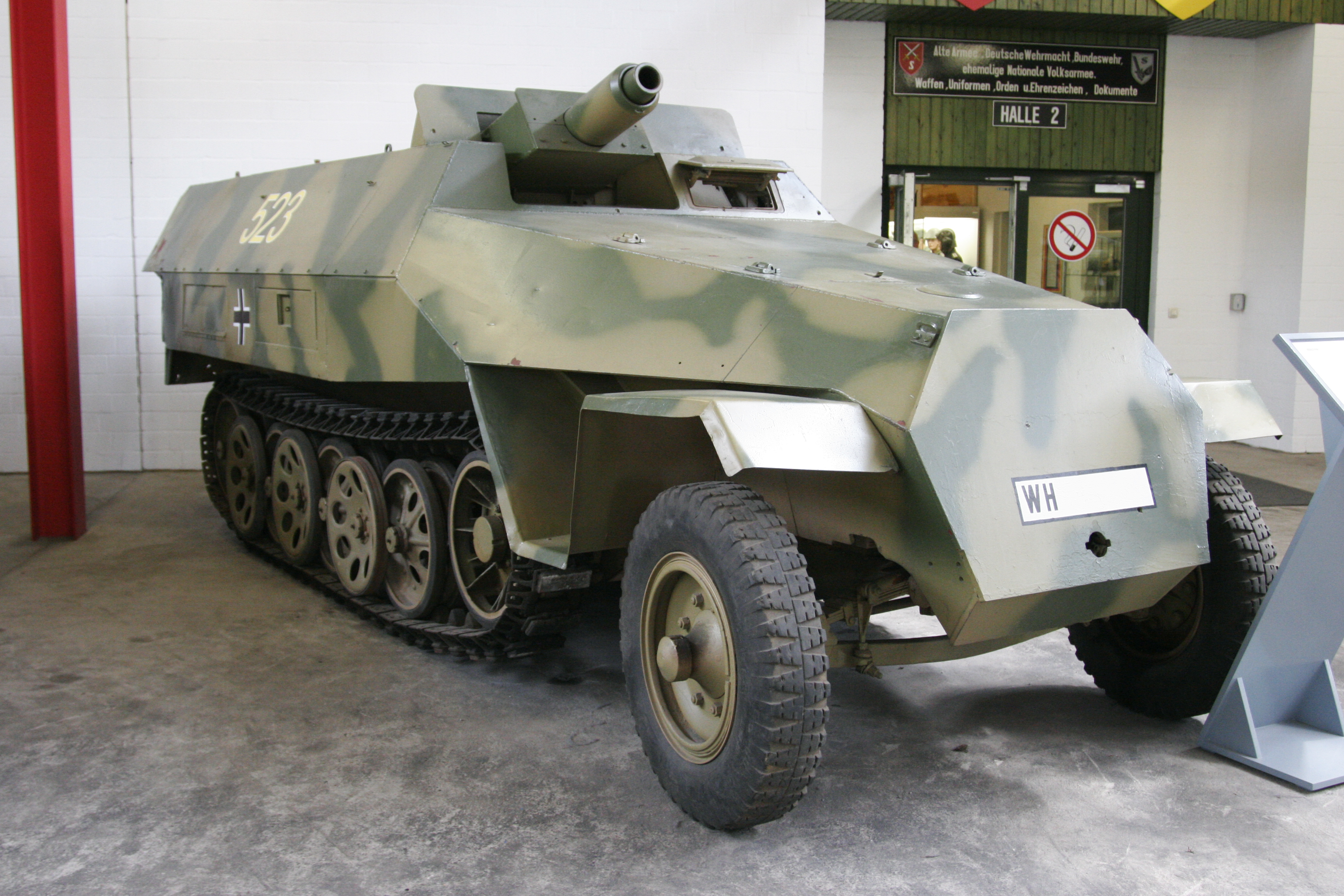
Sd.Kfz. 251/9
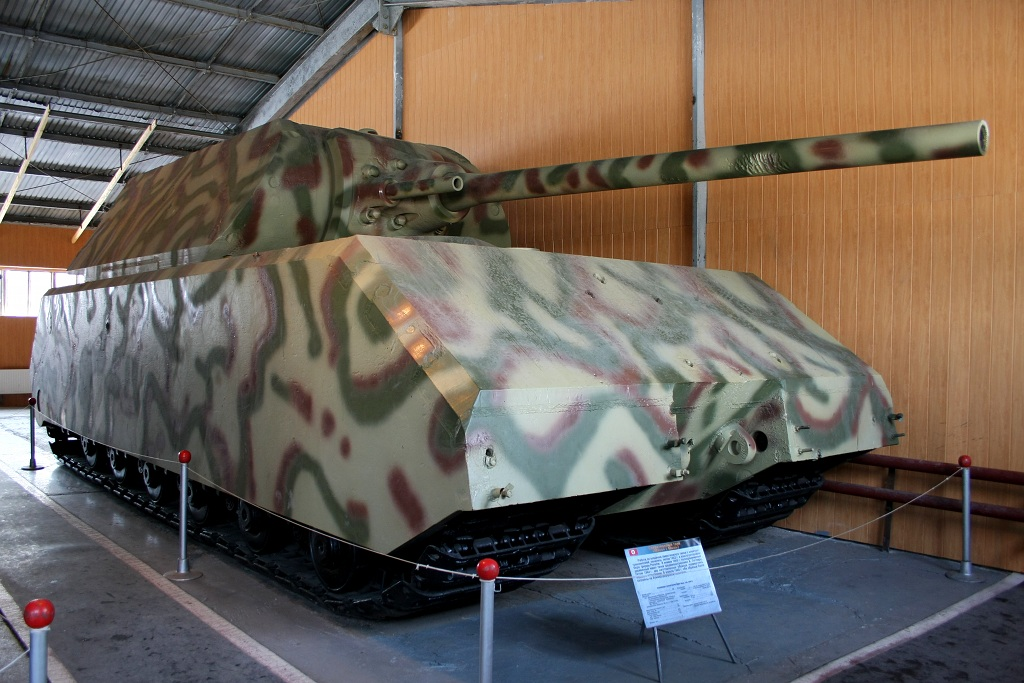
Panzer VIII Maus mit Sekundärbewaffnung